# Ácido polissiálico
O ácido polissiálico é uma modificação pós-traducional incomum que ocorre nas moléculas de adesão de células neurais (NCAM). O ácido polissiálico é consideravelmente aniônico. Essa forte carga negativa confere a esta modificação a capacidade de alterar a carga superficial e a capacidade de ligação da proteína. Na sinapse, a polissialilação do NCAM impede sua capacidade de se ligar aos NCAMs na membrana adjacente.

## Estrutura
O ácido polissiálico (polySia) é um polímero de unidades monoméricas de repetição linear de resíduos de ácido siálico ligados por ligações α2,8- e α2,9-glicosídicas. O ácido siálico refere-se a açúcares de 9 carbonos carboxilados, ácidos 2-ceto-3-desoxi-D-glicero-nonônicos. Uma propriedade incomum deste açúcar é que ele frequentemente se polimeriza em polySia. Isso é realizado pela ligação dos monômeros à extremidade não redutora do glicano. Isso consiste principalmente em subunidades de Neu5Ac (Ácido N-acetilneuramínico). É polianiônico e volumoso, o que significa que há pouca capacidade de alcançar suas moléculas centrais. O polySia é útil na sinalização em vertebrados e na superfície celular de poucas glicoproteínas e glicolipídios, causando modificações, e foi recentemente descoberto que a função do polySia se relaciona quase diretamente ao seu grau de polimerização [en]. O número de unidades pode variar de 8 a mais de 400. Essa vasta gama causa diferenças na capacidade do polySia de aderir a diferentes células, auxiliar na migração celular, formação de sinapses e regular a adesão em células nervosas, modelando-as e formatando-as. O papel mais proeminente do polySia é em modificações pós-translacionais em algumas proteínas, sendo a principal o NCAM. O polySia se liga a moléculas de adesão, fazendo com que suas propriedades adesivas sejam subjugadas, permitindo o controle detalhado da migração celular e das relações entre células. Isso é causado pelas propriedades volumosas e polianiônicas do polySia.
O corpo humano produz polySia naturalmente e o liga a um número variado de proteínas. Isso é feito ligando o polySia na extremidade α2,3- ou α2,6- da glicoproteína. A glicosilação ligada a O através da treonina ou a glicosilação ligada a N através da asparagina é empregada. Esta ligação de polySia é encontrada em proteínas como NCAM, ligante 1 da E-selectina (ESL-1), receptor de quimiocina C-C tipo 7 (CCR7), molécula de adesão de células sinápticas-1 (SynCAM-1), neuropilina-2 (NRP-2), o receptor scavenger CD36 encontrado no leite de humanos e a subunidade α do canal de sódio sensível à voltagem. A síntese de polySia é formada enzimaticamente pela α2,8-sialiltransferase (ST8Sia), uma proteína transmembrana do Tipo II localizada na membrana do complexo de Golgi. A ST8Sia faz isso adicionando ácidos siálicos à extremidade terminal do glicano através do doador de CMP-ácido siálico em vários comprimentos, dependendo da necessidade. O comprimento é extensivamente controlado pela expressão de enzimas polissialiltransferases, controlando mais uma vez a função do polySia.

## Descoberta e métodos de detecção
O polySia foi descoberto em Escherichia coli K-235 por Barry e Goebel em 1957. E. coli é uma bactéria gram-negativa encapsulada que Barry e Goebel estudaram, identificando o polySia, que eles chamaram de ácido colomínico. Após essa descoberta, várias outras cápsulas bacterianas abundantes em glicanos foram encontradas contendo polySia. Isso incluiu os sorogrupos B e C de Neisseria meningitidis em 1975. Isso foi feito pelo uso de um anticorpo policlonal anti-polySia de cavalo, sendo uma das primeiras sondas imunoquímicas eficazes. Isso foi revolucionário, pois os anticorpos anti-polySia foram usados para encontrar polySia em proteínas e células. Mannheimia haemolytica A2, Moraxella nonliquifaciens [en] e Escherichia coli K92 foram encontradas em 2013. Devido à cápsula contendo polySia, muitos cientistas tentaram gerar vacinas para essas bactérias específicas, notoriamente difíceis de atingir. No entanto, seus sucessos foram limitados, pois o α2,8-polySia é produzido naturalmente pelos humanos. Outro problema é que o polySia encontrado em bactérias não produz uma resposta imune [en] sólida ou consistente.
Outro método de detecção de polySia baseia-se na marcação molecular com fluorescência. Este processo, iniciado em 1998, envolve a exposição de ácido N-acilneuramínico (Neu5Acyl) ligado por α2→8 à oxidação com periodato, fazendo com que os terminais sejam oxidados e o interior permaneça intacto. Se compostos C9 forem observados após essa exposição, isso indica a presença de polySia. A forma como estes podem ser numerados é por cromatografia de troca aniônica após oxidação com periodato com o marcador 1,2-diamino-4,5-metilenodioxibenzeno (DMB) em C7 e C9. Sabe-se que existem muitas estruturas diferentes de polySia e estas eram difíceis de reconhecer e detectar até esta marcação fluorescente, tornando-a muito vantajosa.

## Função em humanos
O polySia está envolvido em muitas funções humanas naturais. Os principais exemplos incluem membranas, sinalização de neurônios, o sistema imunológico, a formação de armadilhas extracelulares de neutrófilos e a função de macrófagos e micróglia. Primeiro, o polySia faz modificações na membrana devido a interações com uma variedade de fatores. Estes podem incluir forças repulsivas entre o polySia polianiônico e o glicocálix, majoritariamente negativo. Por causa dessas interações, a capacidade da membrana de interagir com outras células, sua distribuição de carga superficial [en], interação intermembrana, pH e potencial de membrana são editados. Hidratação e carga foram observadas antes e depois de remover o polySia de uma membrana, e uma diminuição de 25% na distância entre as células foi observada. Isso se deve às propriedades antiadesivas do polySia. O polySia não tem apenas interações repulsivas, pois existem moléculas de carga positiva localizadas em balsas lipídicas [en], como o NCAM. A interação entre o polySia e o NCAM afeta muito a capacidade de sinalização do NCAM, pois sua composição é alterada quando eles se encontram. Outras formas de sinalização de neurônios em que o polySia está envolvido incluem o fator neurotrófico derivado do cérebro (BDNF, sigla do termo em inflês "Brain-derived neurotrophic factor") e o fator de crescimento de fibroblastos 2 [en] (FGF2, sigla do termo em inglês "Fibroblast growth factor 2"). Com quase o mesmo mecanismo, o ato de polissialilação causa complexos de BDNF ou FGF2 através de interações eletrostáticas. Isso permite a ligação do polySia e desses complexos, fazendo com que o polySia seja um reservatório. O polySia então regula a concentração de neurotrofinas. Como não podem se difundir, a sinalização é mais eficiente. O polySia também é encontrado na superfície de células imunes. Algumas das proteínas são conhecidas, mas muitas não são e os mecanismos ainda estão sendo estudados. No entanto, sabe-se que o polySia está em funções reguladoras no sistema imunológico, levando à proteção contra invasores e à resposta a tecidos danificados. O polySia está envolvido na NETose, que é uma função reacionária do corpo na presença de invasores estrangeiros. É a morte intencional de neutrófilos. O polySia garante que essa morte celular direcionada не mate células saudáveis e não afetadas, além de conter atributos antimicrobianos. Isso é feito pelo polySia ao se ligar à lactoferrina, outra molécula antimicrobiana, que circunda os neutrófilos. A ligação do polySia causa uma concha mais apertada de lactoferrina ao redor da membrana celular. O polySia se liga com a Siglec-11, permitindo a regulação da micróglia através de exossomos. Isso mostra que a ligação do polySia com a Siglec-11 causa um atraso na neurodegeneração e o controle da neuroinflamação. O polySia também limita a inflamação em macrófagos. Descobriu-se que o polySia limitou a expressão do fator de necrose tumoral (TNF).